# Oederan
Oederan è una città di 7 782 abitanti della Sassonia, in Germania.
Appartiene al circondario della Sassonia Centrale.

## Storia
Il 1º gennaio 2012 venne aggregato alla città di Oederan il comune di Frankenstein.